# Annie Chambers Ketchum
Annie Chambers Ketchum (1824-1904) fue una educadora, naturalista, conferencista, y escritora estadounidense. Fue miembro de la Academia de Ciencias de Nueva York.

## Biografía

### Primeros años
Nació cerca de Georgetown en 1824, en el Condado Scott, Kentucky. Annalizah "Annie" Chambers Ketchum era la hija viva más joven de Violetta Bradford y de Major Benjamin Stuart Chambers. Major Chambers fue uno de los veinte que hicieron la "esperanza desesperada" en la batalla del río Támesis en 1813, uno de los seis que salieron vivos de aquella masacre. Violetta era la hija mayor del Juez Fielding Bradford de Kentucky quien con su hermano, John, fundaron la Gaceta de Kentucky. En la primera infancia mientras crecía en Acacia Grove (hoy Cardome), A menudo se encontraba concentrada sobre los libros que los niños suelen mirar sin saber leer. Sobresalió en lenguas modernas, música y dibujo. Fue educada en su casa, hasta que asistió a Georgetown Female College donde se graduó con el grado M.A.

### Matrimonios y carrera
El 22 de diciembre de 1844, después de la muerte de su padre, se casó con su primo William Bradford, (Joseph Woods Bradford) Sólo unos años después del nacimiento de dos hijos, según un relato, Bradford murió y quedó viuda. Según otro relato, se separaron y divorciaron. Posteriormente, en 1855, fue nombrada principal del Instituto de Niñas en Memphis, Tennessee, donde se asoció con la Escuela Media de Jóvenes para establecer clases coeducacionales en alocución. Contrató a Charlotte Cushman, una actriz quien dio lecciones públicas. Durante las vacaciones escolares dio una serie de conferencias populares, que luego pagaron con equipos para la escuela de niñas: en química, física y astronomía.

### Educadora, escritora, conferenciante y la Guerra Civil
En 1858, se casó con Leonidas Ketchum de Memphis. De 1859 a 1861, fue editora fundante de "El Lotus," una revista mensual. Su marido se enlistó en el Ejército de los Estados Confederados de América (C.S.A.) y fue adjunto de la 38.ª Infantería de Tennessee, el cual dirigió un vehículo en la batalla de Shiloh. Allí fue herido, resultando en su muerte en 1863. Cuando Memphis se rindió al Ejército federal, una legación británica visitó la ciudad y sir Henry Percy Anderson encontró a la señora Ketchum cuya poesía había llegado a ser muy popular en Inglaterra. La delegada británica le pidió que mejorara la última canción popular de la Guerra Civil, "The Bonnie Blue Flag," y publicó versos nuevos bajo el título "The Gathering Song." Las autoridades federales arrestaron entonces a la Sra. Ketchum y la obligaron a prestar juramento de lealtad. Ante su negativa, ella y sus hijos fueron desterrados de Memphis. Retornó desde el norte a su ciudad natal, Georgetown, Kentucky, y allí abrió una escuela normal para alumnos avanzados.
Después de la Guerra Civil,  regresó a Memphis en 1866 para encontrar su casa destruida. Estableció una escuela de niñas a la cual asistía su hija.

### Viajes en Europa, texto de botánica y conversión al catolicismo
En el verano de 1867 su hijo, quién estaba de vacaciones en Sewanee donde estudiaba para el ministerio, murió de cólera. Ante esa muerte repentina de su hijo,  dejó Memphis para Europa, residiendo varios años en Inglaterra y en Francia. Documentó sus viajes mientras vivía en el extranjero en una serie de artículos que llamó "Gypsying", que ella vendió a empresas de revistas americanas.
A su regreso a los EE. UU. se ubicó en la ciudad de Nueva York como sitio de residencia, escribiendo para revistas; y, dando unas cien conferencias en literatura, ciencia y arte. Durante ese tiempo publicó su novela con Lippincott, y un texo "Botánica para academias y universidades: constando de desarrollo de planta y estructura de algas a Clematis..." con ilustraciones incluidas que hizo durante sus visitas a jardines europeos. En el resumen de 1903 de los periódicos del sur de Will Hale, describió su gran respeto por ella como científica y escritora, describiéndola a través de los ojos de una mujer de su conocimiento: "En 1887 una casa de Filadelfia sacó la" Botánica de Mrs. Chambers-Ketchum para Academias y Colegios. "Durante la preparación de ese trabajo, tuve el honor de entretenerla como invitada en mi casa Una señora una vez le dio este relato:" Ella tiene una frente hermosa, boca grande, grandes ojos negros, hermosos, brillante, suave ... Ella es una brillante habladora ... Es una mujer gloriosa y una poetisa.'"
Finalmente, se convirtió al catolicismo. Mientras en París, ingresó a un noviciado en un convento dominico en 1876. Como no vivía en un claustro, se convirtió en capitular terciaria dominica (Tercera orden de Santo Domingo) Llevaba la ropa de las mujeres tradicionales, y donó un hábito dominico en los días festivos de la Iglesia católica; y,  fue inhumada con él. Su nombre religioso era Hermana Amabilis, el cual utilizaba mientras continuaba su vida intelectual como botánica.

### Deceso
Falleció en Nueva York el 27 de noviembre de 1904.

## Obra
Sus escritos fueron numerosos e incluye a "Nellie Bracken: un cuento de hace cuarenta años" (novela publicada en 1855 por Lippincott), "Gypsying" (letras de viaje), "Navidad Carillons: y otros poemas" (volumen de poemas publicado por Appleton en 1888), así como un número grande de conferencias en ciencia, literatura y arte. Compuso un trabajo enteramente original en Botany, para academias y universidades: constando de desarrollo de planta y estructura de alga a clematis, como texto para academias y universidades, conteniendo en sus trescientos duodécimas páginas.

### Atribución
- Este artículo incorpora texto de un trabajo de D. H. McBride's Immortelles of Catholic Columbian Literature: Compiled from the Work of American Catholic Women Writers (1897)